# Agência executiva
Agência executiva é a qualificação/título dada à autarquia ou fundação pública de direito público, pessoas jurídicas da administração indireta, que celebra contrato de desempenho com respectivo Ministério  com o qual está vinculado. Atuam no setor onde predominam atividades que por sua natureza não podem ser delegadas a instituições não estatais, como fiscalização, exercício do poder de polícia, regulação, fomento, segurança interna etc.
O reconhecimento como agência executiva não muda, nem cria outra figura jurídica, portanto poderia-se fazer uma analogia com um selo de qualidade.
Segundo Maria Sylvia Zanella di Pietro, "Em regra, não se trata de entidade instituída com a denominação de agência executiva. Trata-se de entidade preexistente (autarquia ou fundação governamental) que, uma vez preenchidos os requisitos legais, recebe a qualificação de agência executiva, podendo perdê-la se deixar de atender aos mesmos requisitos.".
Marcelo Alexandrino ensina que são instituídas pelo Poder Público com intuito de otimizar recursos, reduzir custo e melhorar a prestação de serviços recebe o nome de agências executivas. O doutrinador ainda ressalta não se trata de nova entidade estatal, mas de novo atributo ou qualificação da entidade já existente. A matéria está regulada no âmbito federal.

## Contrato de gestão
A finalidade do contrato de gestão é assegurar uma maior autonomia gerencial para as entidades da administração indireta ou órgãos da administração direta e, em contrapartida, estabelecer indicadores e metas de qualidade e de redução de custo, as quais deverão ser fiscalizadas e auditadas pela própria administração direta.
Pode perder a qualificação de agência executiva se não atender aos mesmos requisitos legais daquela entidade preexistente. Uma vez firmado o contrato, a qualificação como agência executiva será feita por decreto.

## Setores que podem firmar o contrato de gestão
O contrato de gestão pode ser firmado pelos setores que desempenham ATIVIDADES EXCLUSIVAS DE ESTADO. É o setor em que são prestados serviços que só o Estado pode realizar. São serviços em que se exerce o poder extroverso do Estado - o poder de regulamentar, fiscalizar, fomentar. Como exemplos temos: a cobrança e fiscalização dos impostos, a polícia, a previdência social básica, o serviço de desemprego, a fiscalização do cumprimento de normas sanitárias, o serviço de trânsito, a compra de serviços de saúde pelo Estado, o controle do meio ambiente, o subsídio à educação básica, o serviço de emissão de passaportes, etc. Conforme o PDRAE (Plano Diretor da Reforma do Aparelho do Estado).

## No Brasil
Agência Executiva é uma qualificação dada às autarquias ou fundações públicas, que continuam a exercer atividades de competência exclusiva do Estado, mas com maior autonomia gerencial e financeira. O objetivo é revitalizar essas entidades da administração pública federal, com o propósito de aprimorar a gestão.
A qualificação é um título que não altera a natureza jurídica das entidades.
Por meio da celebração de contrato de gestão entre a Agência Executiva e o respectivo Ministério Supervisor, espera-se imprimir uma nova maneira de gestão, baseada no controle por resultados e no cumprimento de objetivos e metas acordados.
É exemplo de agência executiva, o Inmetro.

## Nos Estados Unidos
As agências executivas são mais comumente ligadas à presidência.
Segundo Maria Sylvia Zanella di Pietro, "No direito norte-americano, as agências reguladoras gozam de certa margem de independência em relação aos três Poderes do Estado".
Elas dispõem de função normativa, que justifica o nome de órgão regulador ou agência reguladora. Suas normas e decisões não podem ser alteradas ou revistas por autoridades estranhas ao próprio órgão. Além disso, elas dispõem de função quase-jurisdicional, no sentido de que resolvem, no âmbito das atividades controladas pela agência, litígios entre os vários delegatários que exercem serviço público mediante concessão, permissão ou autorização e entre estes e os usuários dos serviços públicos.